# 采齊夫卡
49°37′10″N 25°5′54″E / 49.61944°N 25.09833°E
采齊夫卡（羅馬化：Tsetsivka）是烏克蘭的村落，位於該國西部捷爾諾波爾州，由捷尔诺波尔区負責管轄，始建於1993年，面積0.42平方公里，2022年人口8，人口密度每平方公里43.3人。